# Digidesign
Digidesign (デジデザイン) は、アメリカ合衆国 カリフォルニア州に本社を持ち、1984年にPeter GotcherとEvan Brooksによって設立されたデジタル・オーディオ・システムの設計及び製造を主軸とした企業。親会社は Avid Technology, Inc.。

## 来歴
カリフォルニア大学バークレー校 (UC Berkeley) を卒業したPeter Gotcherとその友人のEvan Brooksによって設立された企業で、彼らは在学中に 電気工学 と 理論計算機科学 を学んでいた。2人がドラム・マシーンの音源が収められたメモリー・チップをDigidrums レーベルから発売した事から事業が始まっている。
ProToolsの最初期モデルは1984年に設計され、製品名は「Sound Designer」と命名された。そしてこの製品で扱われたファイル・フォーマットが製品名のSound Designerを略した「SD フォーマット」としてDigital Performerなどで現在も使用されている。当初のSound Designerは、エミュレーター・サンプリング・キーボード「E-MU」の音源を編集する為に設計されていた。PeterとEvanは名称を「Sound Tools」と変えたソフトウェアを1987年に発売されたEmulator IIIに搭載する提案をE-MU Systems社と交渉したが、その考えはE-MU Systems側に受け入れられず、2人はDigidesign社を設立する事になった経緯がある。
「Sound Tools」は1989年1月20日にNAMM (National Association of Music Merchandisers) で正式発表されたが、この当時の機能は至ってシンプルそのもので、当時のハードディスク・テクノロジー的には運用上で様々な制約があったため、コンピューター・ベースでステレオ・オーディオ・ファイルを編集できるだけだったが、基本的な機能としては現在のハードディスク・レコーディングで行われている編集作業の原点となる「non-destructive editing」を可能とする製品だった。
第1世代のPro Toolsが登場したのは1991年で、たった4 トラックしか音声信号が扱えなかったが、アメリカで当時の販売価格が$6,000と非常に高価な価格設定だった。その後はシーケンサー機能を搭載するためにMIDIに対応し、さらに44.1kHz 16bit のリニア PCM フォーマットで扱えるトラック数が増えたシステムへ拡充する為の開発が進められた。そして1997年にはProToolsで扱えるトラックは24bitで48トラックまで運用可能となった。そうした事から、レコーディング・スタジオ等でもマルチトラック・レコーダーとしての運用が始まり、現在のProToolsの地位が築かれる事となった。
現在のDigidesign社主力製品にはプロフェッショナルからアマチュアに渡る幅広いユーザーに使用されているPro Toolsを中心にした様々なデジタル・オーディオ・ワークステーションと関連機材があり、M-Audio シリーズではオーディオ・インターフェースに社外製品も使えるようになるなど、ワークステーションの中核をなす製品群との親和性も増し、PA用のデジタル・コンソール・システムも発表するなど、多種多様な機種と共存する中で重要な製品群となっている。

## 年表
| 1984年 | Peter Gotcher と Evan Brooks によって設立。 |
| 1989年 | デジタル・オーディオ・ワークステーション・システムとしてアップル社のMacintosh上で動作する Sound Tools を最初の「テープレス・レコーディング・システム」として発表。                                                                                                  |
| 1991年 | 第1世代のProToolsをデジタル・オーディオ・ワークステーションのフル・デジタル・マルチトラック・システムして発表。 |
| 1995年 | Avid Technology, Inc. (Avid Technology) 社によってDigidesign社が買収され、AVID社の傘下に入る。 |
| 2001年 | ProToolsがグラミー賞を受賞 |
| 2003年 | AVID社が Bomb Factory 社と製品群を取得。その製品群は現在のProToolsに標準装備されるようになる。 Academy of Motion Picture Arts and Sciences において、ProToolsが映画のサウンドトラックにおけるポスト・プロダクションで貢献した事から、Digidesign社がオスカーを受賞。 |
| 2004年 | AVID社が M-Audio 社と製品群を取得。製品群はDigidesign社へ設計開発と製造及び販売が引き継がれた。 |
| 2005年 | AVID社が Wizoo を取得。現在はDigidesign Advanced Instrument Research Group を運営。 |
| 2006年 | AVID社がスコア作成ソフト Sibelius をアメリカ・ドル $23 million で取得。 |